# Castel Englar
Castel Englar (in tedesco Schloss Englar) è un castello medievale che si trova nella frazione di San Michele del comune di Appiano in Alto Adige.

## Storia
Nel 1256 il castello viene citato per la prima volta in documenti scritti. Nel 1326, sono documentati i locatari Swikerus Gelter de Paludo de Englar plebis Epiani e sua moglie Agnes, il che indica che Englar era in uso anche come toponimo della zona. All'epoca è di proprietà dei Firmian che in seguito, verso il XVI secolo, si alleeranno con i Thun come dimostra lo stemma delle due famiglie risalente al 1586 e posto sopra il portale d'ingresso.
Proprio in questo periodo il castello subisce una ristrutturazione radicale: le vecchie strutture medievali vengono abbattute e sostituite dal palazzo residenziale tardo gotico che possiamo vedere ancora oggi.
Nel 1621 i Thun, diventati gli unici padroni del maniero, lo vendono ai conti Khuen che ne sono tutt'oggi i proprietari.
Dal 1895 al 1899 lo scrittore Otto Julius Bierbaum abitava a Englar, scrivendovi alcune delle sue maggiori opere. Egli ospitò nel castello, fra gli altri, il pittore Max Arthur Stremel e il poeta Rainer Maria Rilke, il quale nel 1897 vi dedicò una sua poesia dal titolo Englar in Eppan.

## Struttura
Il castello rappresenta uno dei migliori esempi di stile tardo gotico in Alto Adige. È caratterizzato da altissimi tetti a padiglione. All'interno, nel cosiddetto "salone dei cavalieri" (Rittersaal), è conservata una raccolta di ritratti degli appartenenti alla famiglia dei conti Khuen.
Attualmente il castello è privato. La parte ovest del castello veniva ristrutturata negli anni novanta e accoglie ora un piccolo hotel con otto camere.
Nelle vicinanze si trova la cappella di San Sebastiano (St.-Sebastians-Kapelle) del 1475 con affreschi del XVI secolo.